# 명탐정 코난: 감청의 권
《명탐정 코난: 감청의 권》(일본어: 名探偵コナン 紺青の拳, 영어: Detective Conan : The Fist of Blue Sapphire)은 2019년 4월 12일에 공개한 명탐정 코난의 23번째 극장판이다.

## 시놉시스
19세기말 해적선과 함께 싱가포르 인근 바다에 가라앉았다고 전해지는 전설의 보물 블루 사파이어 ‘감청의 권’이 모습을 드러내던 날, 마리나 베이 샌즈 호텔에서 살인사건이 발생하고 현장에는 피로 물든 괴도 키드의 예고장만이 남겨져 있다. 하지만 그것은 모두를 뒤흔들 함정! 절체절명에 빠진 괴도 키드는 마법 같은 술수로 여권이 없는 코난을 싱가포르로 데려간다. 마침 싱가포르에서 개최되는 쿄고쿠 마코토의 가라테 대회를 보기 위한 란과 소노코까지 모두가 모이게 되고… 코난 X 괴도 키드 X 쿄고쿠 마코토, 블루 사파이어 ‘감청의 권’ 그리고 가장 소중한 것을 지키기 위한 세 사람의 피할 수 없는 대결이 시작된다!

네이버 영화

## 출연
- 타카야마 미나미/김선혜 : 에도가와 코난 / 아서 히라이 역
- 야마구치 캇페이/강수진 : 쿠도 신이치 역
- 야마자키 와카나/이현진 : 모리 란 역
- 코야마 리키야/이정구 : 모리 코고로 역
- 마츠이 나오코/이용신 : 스즈키 소노코 역
- 히야마 노부히키/이주창 : 쿄고쿠 마코토 역
- 야마구치 캇페이/신용우 : 괴도 키드 / 쿠로바 카이토 역
- 오카타 켄이치/황원 : 아가사 히로시 역
- 하야시바라 메구미/우정신 : 하이바라 아이 역
- 타카기 와타루/한인숙 : 코지마 겐타 역
- 오오타니 이쿠에/정선혜 : 츠부라야 미츠히코 역
- 이와이 유키코/여민정 : 요시다 아유미 역
- 이시이 코지 : 나카모리 킨조 역
- 야마자키 이쿠사부로/최한 : 레온 로 역
- 카와키타 마유시 : 레이첼 체옹 역

## 음악

### 사운드트랙

#### 수록 내용
- 작곡 : 오노 카츠오 (#1 ~ #44, #46 ~ #56), C.A. 드뷔시 (#45)
- 편곡 : 오노 카츠오 (#1 ~ #5, #7 ~ #42, #44 ~ #47, #50, #53 ~ #55), 미야자와 켄 (#6, #43, #48, #49, #51, #52, #56)

| #            | 제목 | 재생 시간 |
| ------------ | --- | --------- |
| 1.           | 〈プールサイド・バカンス / 풀사이드 바캉스〉                                                                      | 0:41      |
| 2.           | 〈Murder in the First〉                                                                                           | 0:33      |
| 3.           | 〈コナンと灰原 / 코난과 하이바라〉                                                                                | 0:24      |
| 4.           | 〈シンガポールへ / 싱가포르로〉                                                                                   | 0:36      |
| 5.           | 〈紺青のクイズ / 감청의 퀴즈〉                                                                                    | 0:38      |
| 6.           | 〈名探偵コナンメインテーマ（紺青の拳ヴァージョン） / 명탐정 코난 메인 테마 (감청의 권 버전)〉                     | 2:00      |
| 7.           | 〈新一？ / 신이치?〉                                                                                              | 0:51      |
| 8.           | 〈怪盗キッド 〜紺青の拳ヴァージョン〜 / 괴도 키드 (감청의 권 버전)〉                                              | 1:27      |
| 9.           | 〈アーサー・ヒライ / 아서 히라이〉                                                                                | 0:53      |
| 10.          | 〈京極登場 / 쿄고쿠 등장〉                                                                                        | 0:29      |
| 11.          | 〈京極の話 / 쿄고쿠의 이야기〉                                                                                    | 0:43      |
| 12.          | 〈園子の本気→소노코의 진심〉                                                                                      | 0:31      |
| 13.          | 〈リシのテーマ / 리시의 테마〉                                                                                    | 1:17      |
| 14.          | 〈일본어: リシの説明 / 리시의 설명〉                                                                              | 1:04      |
| 15.          | 〈レオン・ロー / 레온 로우〉                                                                                      | 1:21      |
| 16.          | 〈紺青の拳 / 감청의 권〉                                                                                          | 1:11      |
| 17.          | 〈怪盗キッド 〜紺青の拳ヴァージョン〜 2 / 괴도 키드 (감청의 권 버전) 2〉                                          | 1:04      |
| 18.          | 〈キッド vs レオン / 키드 vs 레온〉                                                                               | 0:33      |
| 19.          | 〈キッド vs 京極 / 키드 vs 쿄고쿠〉                                                                               | 0:56      |
| 20.          | 〈Flying with Wind〉                                                                                              | 1:24      |
| 21.          | 〈シンガポール・セレナード / 싱가포르 세레나데〉                                                                  | 0:43      |
| 22.          | 〈ジョンハン・カップ / 존한 컵〉                                                                                  | 0:55      |
| 23.          | 〈強い貴公子 / 강한 귀공자〉                                                                                      | 0:33      |
| 24.          | 〈金庫室 / 금고실〉                                                                                               | 0:39      |
| 25.          | 〈小五郎へのメッセージ / 코고로의 메시지〉                                                                        | 0:56      |
| 26.          | 〈マインドコントロール / 마인드 컨트롤〉                                                                          | 0:55      |
| 27.          | 〈京極と園子 / 쿄고쿠와 소노코〉                                                                                  | 0:40      |
| 28.          | 〈彼女のトリック / 그녀의 트릭〉                                                                                  | 0:47      |
| 29.          | 〈キッドを追い詰めろ→키드를 추적하라〉                                                                            | 0:45      |
| 30.          | 〈キッド脱出 / 키드 탈출〉                                                                                        | 0:44      |
| 31.          | 〈Flying Kid〉 | 0:26      |
| 32.          | 〈京極と園子 2쿄고쿠와 소노코 20〉                                                                                | 0:24      |
| 33.          | 〈ストリートファイト스트리트 파이트〉                                                                             | 1:18      |
| 34.          | 〈待合室 / 대합실〉                                                                                               | 1:04      |
| 35.          | 〈マインドコントロール 2 / 마인드 컨트롤 2〉                                                                      | 0:34      |
| 36.          | 〈リシの部屋 / 리시의 방〉                                                                                        | 1:16      |
| 37.          | 〈Dreamy Eyes〉                                                                                                   | 1:01      |
| 38.          | 〈トリックの迷路 / 트릭의 미로〉                                                                                  | 2:08      |
| 39.          | 〈推理の展開 / 추리의 전개〉                                                                                      | 0:49      |
| 40.          | 〈少年探偵団の日常 / 어린이 탐정단의 일상〉                                                                       | 0:47      |
| 41.          | 〈マインドコントロール 3 / 마인드 컨트롤 3〉                                                                      | 1:28      |
| 42.          | 〈灰原の調査하이바라의 조사〉                                                                                     | 1:28      |
| 43.          | 〈コナンとキッドの推理 / 코난과 키드의 추리〉                                                                     | 2:50      |
| 44.          | 〈暴かれた陰謀 / 폭로된 음모〉                                                                                    | 0:40      |
| 45.          | 〈月の光 / 월광〉                                                                                                 | 1:43      |
| 46.          | 〈真相への道 / 진상으로의 길〉                                                                                    | 1:31      |
| 47.          | 〈リシの計画 / 리시의 계획〉                                                                                      | 0:59      |
| 48.          | 〈パイレーツ / 파이러트〉                                                                                         | 2:01      |
| 49.          | 〈アクションタイプ / 액션 타입〉                                                                                  | 2:21      |
| 50.          | 〈対決 / 대결〉                                                                                                   | 1:00      |
| 51.          | 〈パイレーツ・アタック / 파이러트 어택〉                                                                          | 0:39      |
| 52.          | 〈貴公子の拳 / 귀공자의 권〉                                                                                      | 1:24      |
| 53.          | 〈蘭と新一 / 란과 신이치〉                                                                                        | 0:19      |
| 54.          | 〈確保！！ / 확보!!〉                                                                                             | 0:36      |
| 55.          | 〈再会の時 / 재회의 시〉                                                                                          | 0:25      |
| 56.          | 〈名探偵コナンメインテーマ（紺青の拳ヴァージョン）フルサイズ / 명탐정 코난 메인 테마 (감청의 권 버전) 풀 사이즈〉 | 2:29      |
| 총 재생 시간 | 총 재생 시간 | 57:45     |

### 주제가
HIROOMI TOSAKA 〈BLUE SAPPHIRE〉
작사 : YVES&ADAMS, STAND ALONE / 작곡 : STAND ALONE, Carlos Okabe, Yo-Sea

## 기타
- 원작자: 아오야마 고쇼

## 같이 보기
- 일본의 애니메이션 영화 흥행 기록